# Zimní stadion Ondreje Nepely
Tipos aréna, zimní stadion Ondreje Nepely (slovensky Tipos aréna, zimný štadión Ondreja Nepelu; též Tipos aréna, dříve Slovnaft Arena, Orange aréna, Samsung aréna, ST Arena či T-Com Arena) je zimní stadion v bratislavském Novém Městě, kde odehrává své domácí zápasy HC Slovan Bratislava. Kapacita stadionu dosahuje 10 110 míst.

## Historie
První ledová plocha zde byla otevřena 14. prosince 1940. V letech 1948 a 1949 byla kolem ledové plochy postavena betonová tribuna pro 11 tisíc míst ke stání. Roku 1958 byla tato plocha zastřešena z důvodu konaného mistrovství Evropy v krasobruslení. Dále bylo vytvořeno 4 000 míst k sezení. Další velká rekonstrukce probíhala v letech 1990 až 1992, kdy se na stadionu konala jedna ze skupin mistrovství světa v ledním hokeji. Změny se týkaly interiéru haly, šatny, zrušený sektor pro stání a stadion dostal novou ocelovou střechu.

## Současnost
Bratislava v roce 2011 hostila mistrovství světa v ledním hokeji. V souvislosti s tím byla plánována výstavba zbrusu nového stadionu. Průtahy však způsobily, že bratislavský primátor Andrej Ďurkovský přišel s novým návrhem rekonstrukce stávajícího zimního stadionu. Návrh byl odsouhlasen bratislavským zastupitelstvem, i když Bratislavský kraj v čele s Vladimírem Bajanem trval na vybudování nového stadionu.
Celková suma rekonstrukce byla odhadnuta na 40 575 662,42 €.Cena rekonstrukce byla nakonec 96 milionu €. Při rekonstrukci bylo zbouráno 80% původní stavby, byla vyměněna střešní konstrukce a celková kapacita míst byla zvýšena z 8 500 na 10 110 míst. Byla dodána nová technologie a vybudovaná další tréninková plocha. Pouze na dobu konání mistrovství světa 2011 byl stadion přejmenován podle sponzora na Orange arénu.

## Galerie

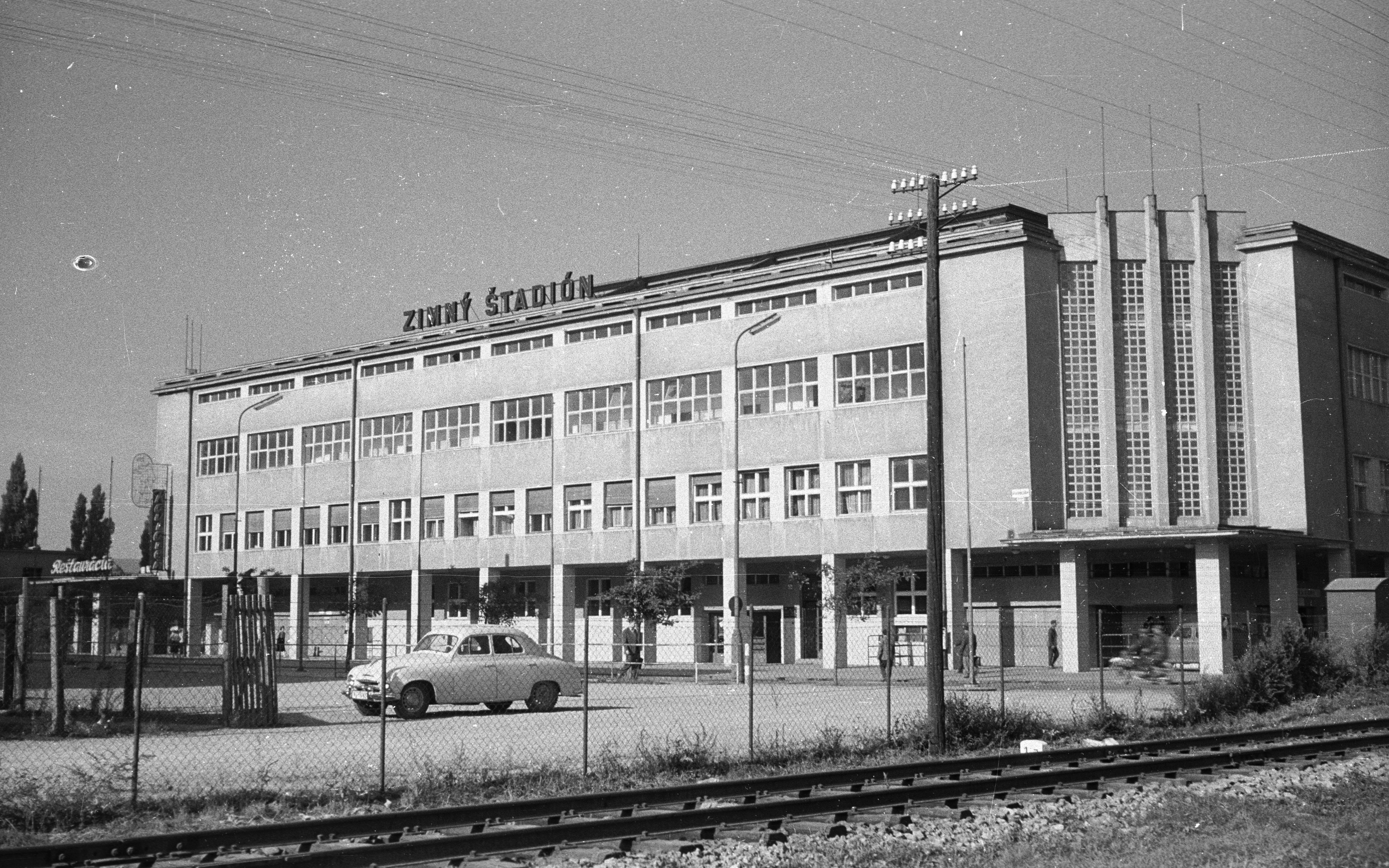
původní stadión v roce 1959
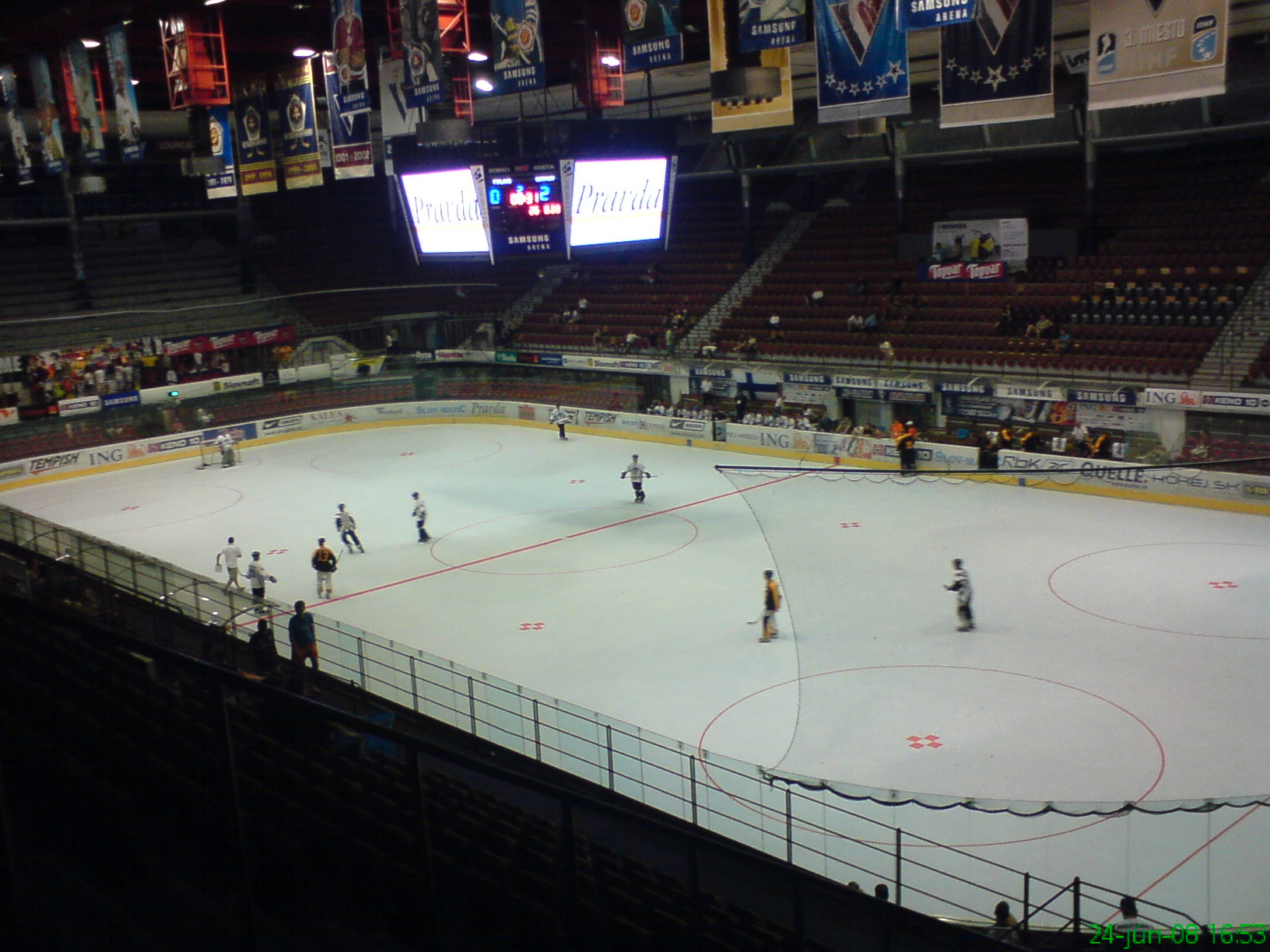
interiér Samsung arény před rekonstrukcí
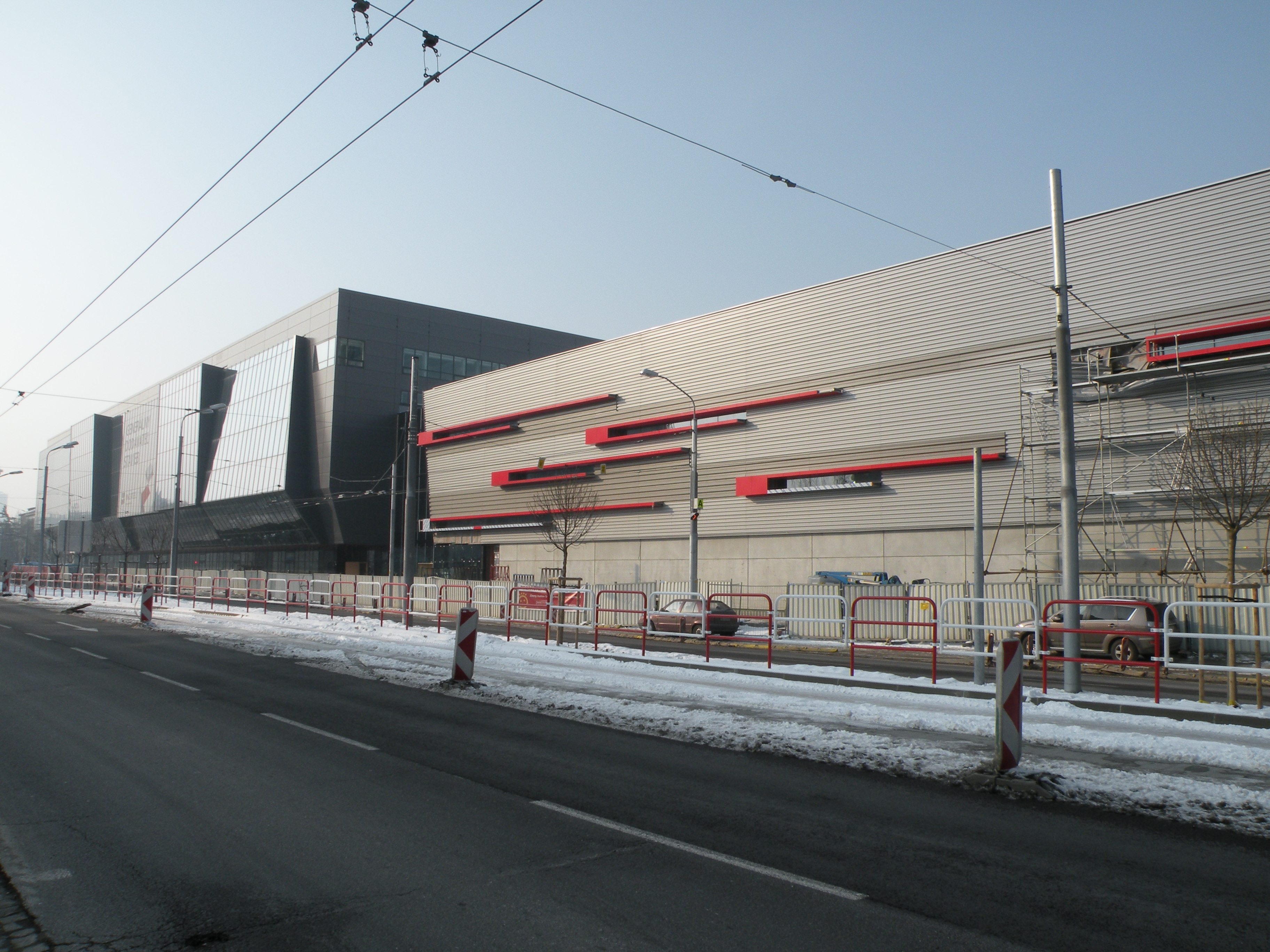
tréninkové haly